# Maternità di Dio

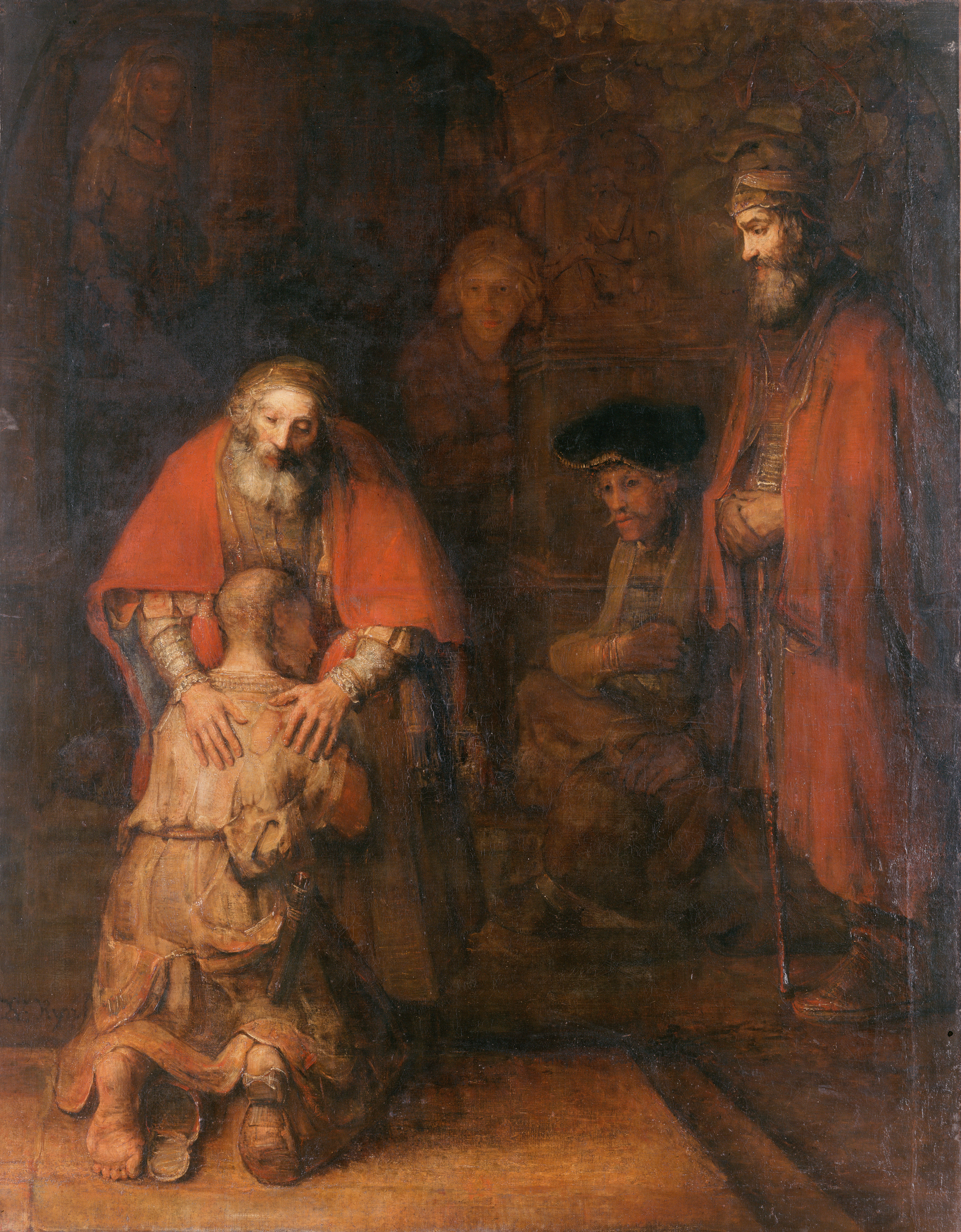
Le mani del padre nel quadro Il ritorno del figliol prodigo di Rembrandt sono una maschile e una femminile

Con maternità di Dio, la chiesa cattolica, si riferisce alla corrente di pensiero interna che riconosce in Dio il duplice ruolo di "Padre" e di "Madre", limitatamente però al solo a livello spirituale. 
Infatti, una corrente di pensiero all'interno della Chiesa cattolica ritiene che i riferimenti biblici in cui Dio viene chiamato padre non sono da intendere in senso stretto, ma permettono di riconoscere in Dio entrambe le figure parentali.

## Nelle scritture
Analizzando il Salmo 27,10: 
il biblista Gianfranco Ravasi in un articolo pubblicato nella rivista "Tertium Millennium" (Feb.1999) commentò che:
Già nel Medioevo, la mistica inglese Giuliana di Norwich aveva scritto: «com'è vero che Dio è nostro Padre, così è vero che Dio è nostra Madre.» (Rivelazioni, cap. 59).

### Immagini materne di Dio nella Bibbia
In questa sessione sono riportati alcuni passaggi in cui Dio viene descritto con immagini femminili. Questa è tutt'altro che una lista esaustiva. Il teologo e biblista Gianfranco Ravasi in un'intervista dichiarò: "Almeno 60 aggettivi di Dio nella Bibbia sono al femminile: esiste chiara una maternità di Dio e più di 260 volte si parla di viscere materne del Signore"

## Catechismo della Chiesa Cattolica
L'articolo 239 del Catechismo della Chiesa Cattolica sottolinea che Dio è spesso rappresentato con immagini femminili, ma che non è corretto e anche riduttivo pensare a Dio Padre come un uomo o come una donna:
- Dio è origine primaria di tutto e autorità trascendente, e
- al tempo stesso, è bontà e sollecitudine d'amore per tutti i suoi figli.

Questa tenerezza paterna di Dio può anche essere espressa con l'immagine della maternità, ( Is.66,13;Sal.131:2) che indica ancor meglio l'immanenza di Dio, l'intimità tra Dio e la sua creatura.
 Il linguaggio della fede si rifà così all'esperienza umana dei genitori che, in certo qual modo, sono per l'uomo i primi rappresentanti di Dio. Tale esperienza, però, mostra anche che i genitori umani possono sbagliare e sfigurare il volto della paternità e della maternità. 
 Conviene perciò ricordare che Dio trascende la distinzione umana dei sessi.  Egli non è né uomo né donna, egli è Dio. Trascende pertanto la paternità e la maternità umane, (Sal.27:10) pur essendone l'origine e il modello (Ef. 3,14; Is.49,15): nessuno è padre quanto Dio.»

## Il pensiero dei pontefici

### Papa Giovanni Paolo I

Papa Giovanni Paolo I

Papa Giovanni Paolo I, durante l'Angelus del 10 settembre 1978 disse:
Anche noi che siamo qui, abbiamo gli stessi sentimenti; noi siamo oggetti da parte di Dio di un amore intramontabile. Sappiamo: ha sempre gli occhi aperti su di noi, anche quando sembra ci sia notte. È papà; più ancora è madre.»
Papa Giovanni Paolo I riprese questo tema anche commentando il passo del Vangelo di Matteo
 in cui Dio viene paragonato ad una chioccia, immagine prettamente materna.

### Papa Giovanni Paolo II

Papa Giovanni Paolo II

La figura materna di Dio è stata sostenuta anche da papa Giovanni Paolo II, ad esempio nell'udienza del mercoledì tenutasi il 20 gennaio 1999:
La maternità di Dio è stata ripresa anche nell'udienza dell'8 settembre 1999, in cui commentando la Parabola del figlio prodigo, papa Giovanni Paolo II affermò:

### Papa Benedetto XVI

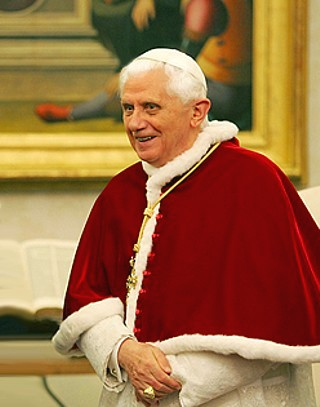
Papa Benedetto XVI

L'opinione di papa Benedetto XVI sul tema della maternità di Dio è più rigida. Egli ha espresso più volte la sua preoccupazione che le affermazioni della maternità di Dio espresse da esponenti della Chiesa, diano origine ad interpretazioni poco ortodosse del Vangelo attribuendo a Dio un ruolo molto diverso da quello presentato dalla Bibbia e dalla tradizione cristiana.
Nel 1984, in un'intervista rilasciata da Joseph Ratzinger, allora Prefetto della Congregazione per la Dottrina della Fede a Vittorio Messori, egli espresse così la sua preoccupazione:
Nel suo libro Dio e il mondo (2001), Ratzinger riafferma il contenuto del catechismo, e sottolinea come la paternità di Dio non è da cercare nella distinzione tra i sessi ma sul piano spirituale:
Nel suo libro Gesù di Nazaret (2007), nel capitolo sul Padre Nostro, papa Benedetto XVI si pone direttamente la domanda Dio è anche madre?. Egli estende la trattazione del suo precedente libro Dio e il mondo. Ricorda che la Bibbia confronta l'amore di Dio con l'amore di una madre ma sottolinea anche che
mai, sia nell'Antico che nel Nuovo Testamento Dio è chiamato madre. Madre è nella Bibbia un'immagine di Dio, non un suo titolo.
Ratzinger ricorda che Gesù ha insegnato a chiamare Dio padre, e afferma che l'insegnamento delle Scritture, piuttosto che la personale interpretazione, dovrebbe essere la guida della preghiera del credente.